# チンギス・カン

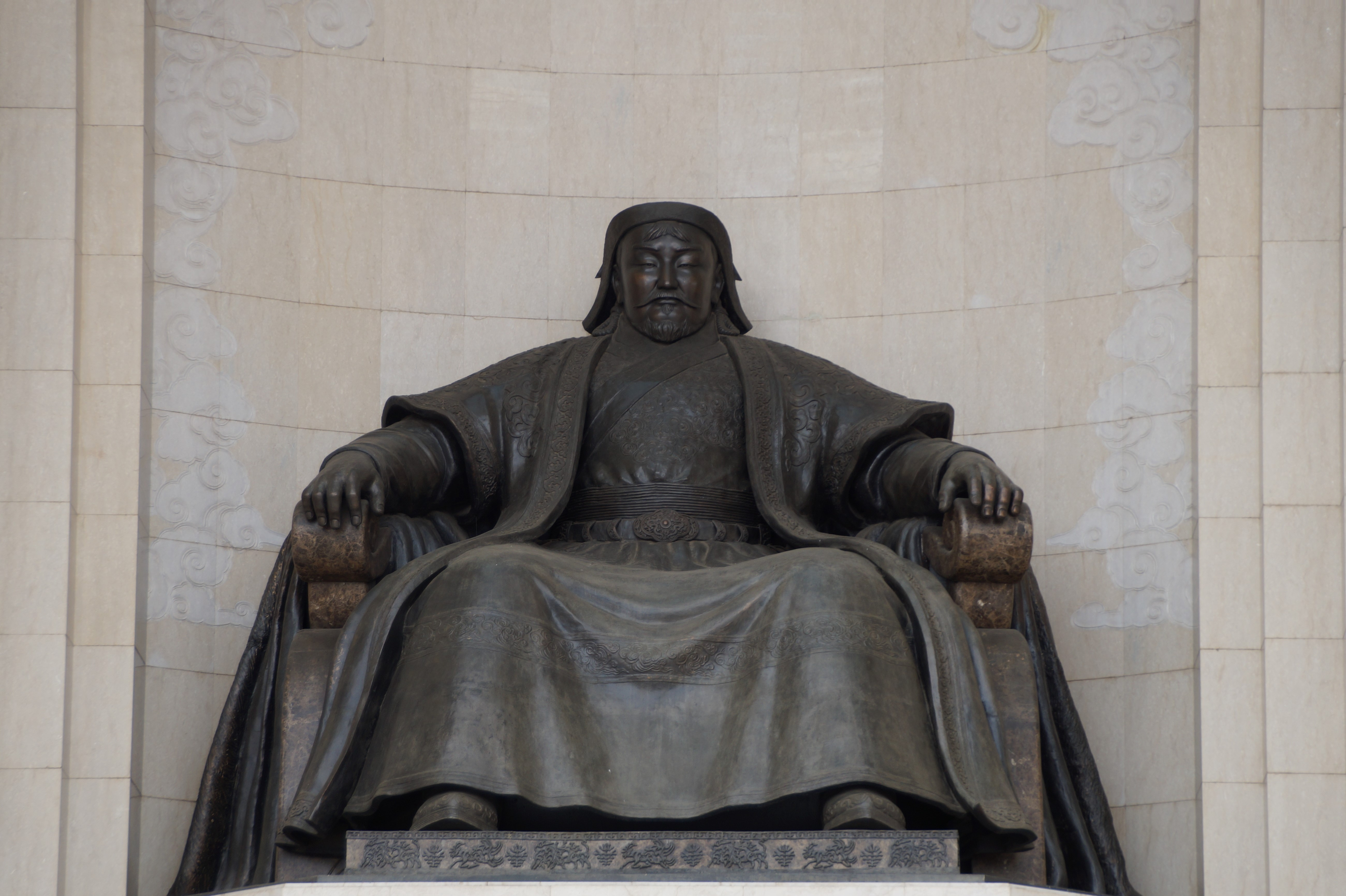
モンゴル国政府宮殿 正面向かって中央に鎮座するチンギス・カン像

チンギス・カン（モンゴル語：、キリル文字：Чингис хаан、ラテン文字化：Činggis Qan または Činggis Qa'an、漢字：成吉思汗、英語：Genghis Khan、1162年5月31日 - 1227年8月25日）は、モンゴル帝国の初代皇帝（在位：1206年 - 1227年）。死後は廟号を太祖、諡を法天啓運聖武皇帝と称した。日本語での名前表記については複数の表記揺れがある（#名前の節を参照）。
大小様々な集団に分かれてお互いに抗争していたモンゴルの遊牧民諸部族を一代で統一し、中国・中央アジア・イラン・東ヨーロッパなどを次々に征服し、最終的には当時の世界人口の半数以上を統治するに到る人類史上最大規模の世界帝国であるモンゴル帝国の基盤を築き上げた。
死後その帝国は百数十年を経て解体されたが、その影響は中央ユーラシアにおいて生き続け、遊牧民の偉大な英雄として賞賛された。特に故国モンゴルにおいては神と崇められ、現在のモンゴル国において国家創建の英雄として称えられている。

## 生涯

### チンギス・カンの先祖
チンギス・カンが生まれたモンゴル部は6世紀から10世紀にかけて大興安嶺山脈付近に存在した室韋（しつい）の一部族であった。室韋はまたの名を三十姓タタルと呼ばれ、多数の部族で構成されていた。9世紀にウイグル可汗国が崩壊すると、室韋はモンゴル高原に広がり、九姓タタル国という国も建てて繁栄したが、契丹族の遼がモンゴル高原を支配する頃には九姓タタルの名前は消え、阻卜（そぼく）、烏古（うこ）、敵烈（てきれつ）、達旦（たつたん）といった数部族に分かれ遼の支配下に入った。その頃バイカル湖の方面にも広がっていたモンゴル部族が南下してきてモンゴル高原の北東部に落ち着いた。1084年、モンゴル部は契丹帝国に使者を派遣したため、『遼史』には「萌古国」という名前で記されている。
チンギス・カンの生涯を描いたモンゴルの伝説的な歴史書『元朝秘史』によれば、その遠祖は天の命令を受けてバイカル湖のほとりに降り立ったボルテ・チノ（「蒼き狼」の意）とその妻なるコアイ・マラル（「青白き鹿」の意）であるとされる。ボルテ・チノの11代後の子孫のドブン・メルゲンは早くに亡くなるが、その未亡人のアラン・ゴアは天から使わされた神人の光を受けて、夫を持たないまま3人の息子を儲けた。チンギス・カンの所属するボルジギン氏の祖となるボドンチャルはその末子である。ボドンチャルの子孫は繁栄し、様々な氏族を分立させ、ウリャンカイ、ジャライルといった異族を服属させて大きな勢力となった。
やがて、ボドンチャルから7代目のカブルが初めてモンゴル諸部族を統一して「あまねきモンゴル」のカン(qan)の称号を名乗った。カブル・カンの子孫はのちにキヤト氏と称し、モンゴル部の有力氏族となる。カブル・カンが亡くなると2代目カンに即位したのはカブル・カンの又従兄弟のアンバガイ・カンであった。彼の子孫はのちにタイチウト氏と称し、キヤト氏と並んでモンゴル部族の有力氏族となる。アンバガイ・カンが近隣のタタル部族によって連れ去られ、金国によって処刑されてしまうと、三代目カンとなったキヤト氏のクトラ・カンはアンバガイの子カダアン・タイシとともにアンバガイ・カンの仇を討った。

### 生い立ち
チンギス・カンはイェスゲイ・バアトルの長男として生まれ、テムジン（Temüǰin）という名を与えられた。『元朝秘史』、『集史』などが一致して伝えていることには、チンギスが誕生した直前にイェスゲイはタタル部族の首長であるテムジン・ウゲとコリ・ブカと戦い、このテムジン・ウゲを捕縛して連行して来たため、息子の名前をテムジンとした。『元朝秘史』などによると、この時、コンギラト氏出身でイェスゲイの妻ホエルンが産気づきオノン川のデリウン岳でイェスゲイの軍が下馬した時に出産したといい、このためイェスゲイは、その戦勝を祝して出生したばかりの初の長男の名を「テムジン」と名付けたと伝えられる。テムジンの生年については、当時のモンゴルに歴史を記録する手段が知られていなかったため、同時代の歴史書でもそれぞれ1155年・1162年・1167年と諸説が述べられており、はっきりとはわからない。
父のイェスゲイは、カブル・カンの次男のバルタン・バアトルの三男で、父と同じバアトル（勇者）の称号を持つ。イェスゲイは叔父のクトラ・カンの死後のモンゴル部族をまとめ上げ、カンにつぐ地位に就く（カンは空位のまま）。一方でモンゴル高原中央部の有力部族連合ケレイト部のカンであるトオリル（後のオン・カン）とも同盟関係を結び、アンダ（義兄弟）の関係にもなった。あるとき、息子テムジンの嫁探しのため、コンギラト部族のボスクル氏族長のデイ・セチェンの家へ行き、その娘のボルテと婚約をさせる。デイ・セチェンは婚約の条件としてテムジンを一定期間デイ・セチェン一家においておくことをイェスゲイに頼んだため、イェスゲイはテムジンをデイ・セチェンのもとに預けて自家に戻ったが、途中で立ち寄ったタタル部族に毒を盛られ、程なくして死去してしまう。それにともない、モンゴル部族内ではタイチウト氏族が主導権を握り、イェスゲイの勢力は一挙に瓦解してしまう。
テムジンは、父の死の知らせを受けて直ちに家族のもとに戻されたが、残されたイェスゲイ一家は同族のタイチウト氏の首長であるタルグタイ・キリルトク（アンバガイ・カンの孫）らによってモンゴル部族を追い出されてしまう。そんな中でもイェスゲイの妻のホエルンは配下の遊牧民がほとんど去った苦しい状況の中で子供たちをよく育てた。テムジンが成長してくると、タルグタイ・キリルトクらがやってきて、イェスゲイの子が成長して脅威となることを怖れ、テムジンを捕らえて自分たちの幕営に抑留した。テムジンは敵の目を盗んで脱走をはかり、運よくタイチウトの隷臣として仕えていたスルドス氏のソルカン・シラの助けもあって家族のもとへ戻ることができた。テムジンは成人すると、以前婚約していたボスクル氏族のボルテと結婚したが、まもなくしてメルキト部族連合の部族長トクトア・ベキ率いる兵団に幕営を襲われ、ボルテを奪われてしまう。そこでテムジンはボルテを奪還するため、亡き父の同盟者であったケレイト部のトオリル・カンと、テムジンの盟友（アンダ）であり、モンゴル部ジャダラン氏族長であるジャムカと同盟し、共にメルキト部を攻め、妻のボルテを救出することに成功する。

### 諸部族の統一
メルキトによる襲撃の後、トオリル・カンやジャムカの助けを得て勢力を盛り返したテムジンは、次第にキヤト氏族の中で一目置かれる有力者となっていった。テムジンは振る舞いが寛大で、遊牧民にとって優れた指導者と目されるようになり、かつて父に仕えていた戦士や、ジャムカやタイチウト氏のもとに身を寄せていた遊牧民が、次々にテムジンのもとに投ずるようになった。テムジンはこうした人々を僚友や隷民に加え勢力を拡大するが、それとともにジャムカとの関係は冷え込んでいった。
あるとき、ジャムカの弟がジャライル部族の領地の馬をひそかに略奪しようとして殺害される事件が起こり、テムジンとジャムカは完全に仲違いした。ジャムカはタイチウト氏と同盟し、キヤト氏を糾合したテムジンとダラン・バルジュトの平原で会戦した。十三翼の戦い（1190年頃）と呼ばれるこの戦いでどちらが勝利したかは史料によって食い違うが、キヤト氏と同盟してテムジンに味方した氏族の捕虜が戦闘の後に釜茹でにされて処刑されたとする記録は一致しており、テムジンが敗北したとみられる。ジャムカはこの残酷な処刑によって人望を失い、敗れたテムジンのもとに投ずる部族が増える。

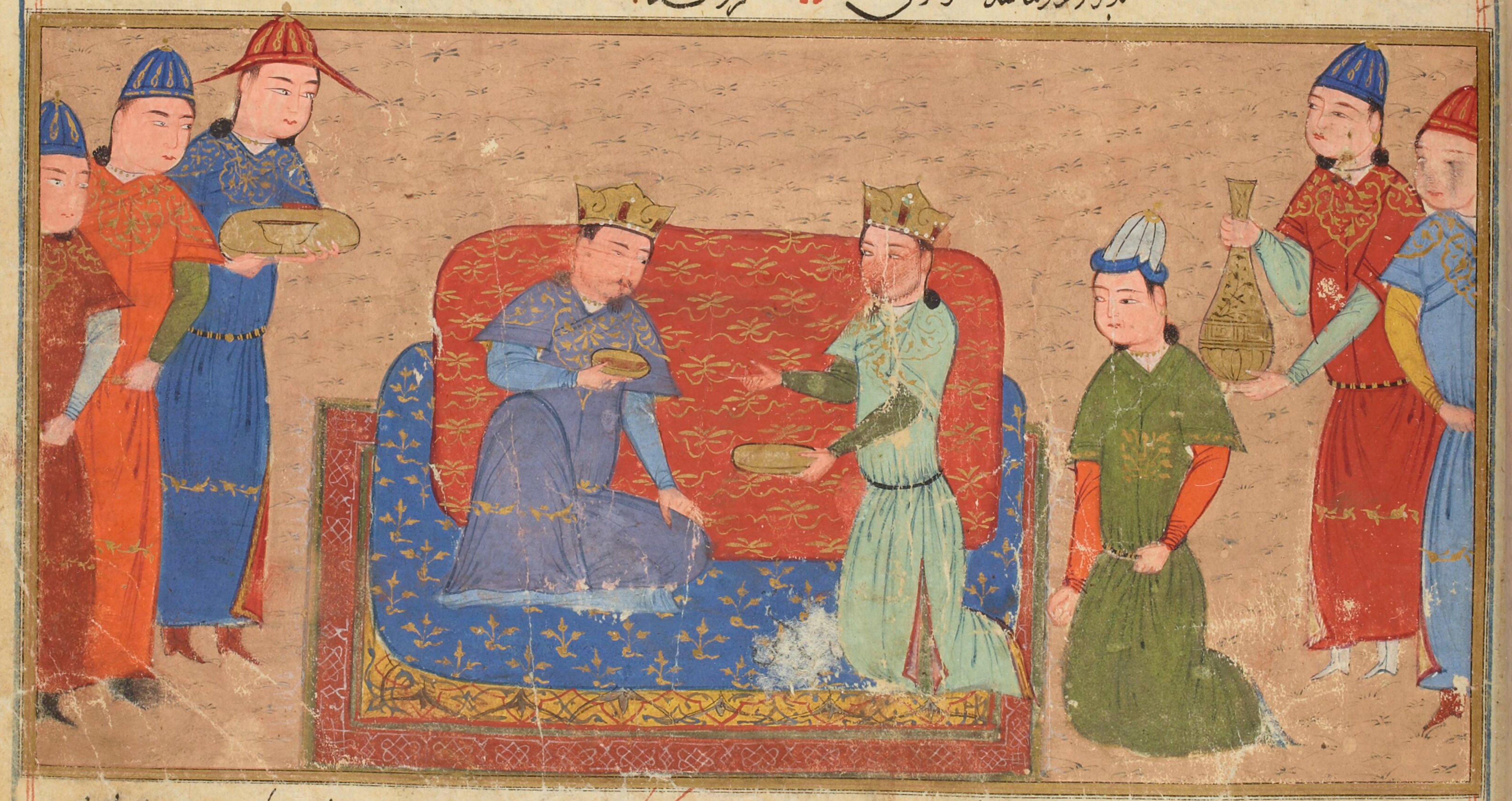
流浪していたトオリル（左）を歓待するテムジン（右） （『集史』パリ本）

さらに、この戦いと同じ頃とされる1195年、ケレイト部で内紛が起こってトオリルがカン位を追われ、わずかな供回りとともにウイグルや西夏、西遼などを放浪したが、テムジンが強勢になっていると聞き及びこれを頼って合流してきた。テムジンとトオリルの両者は、トオリルがテムジンの父のイェスゲイと盟友の関係にあったことにちなんでここで義父子の関係を結んで同盟し、テムジンの援軍を得てトオリルはケレイトのカン位に復した。さらに両者はこの同盟から協力して中国の金に背いた高原東部の有力部族タタルを討った（ウルジャ河の戦い）。この功績によりテムジンには金から「百人長」（ジャウト・クリ Ja'ud Quri）の称号が与えられ、はっきりとした年代のわかる歴史記録に初めて登場するようになる。また、同時にトオリルには「王」（オン）の称号が与えられ、オン・カンと称するようになったが、このことから当時のオン・カンとテムジンの間に大きな身分の格差があり、テムジンはオン・カンに対しては従属に近い形で同盟していたことが分かる。
テムジンは、同年ケレイトとともにキヤト氏集団の中の有力者であるジュルキン氏を討ち、キヤト氏を武力で統一した。翌1197年には高原北方のメルキト部に遠征し、1199年にはケレイト部と共同で高原西部のアルタイ山脈方面にいたナイマンを討った。1200年、今度はテムジンが東部にケレイトの援軍を呼び出してモンゴル部内の宿敵タイチウト氏とジャダラン氏のジャムカを破り、続いて大興安嶺方面のタタルを打ち破った。
1201年、東方の諸部族は、反ケレイト・キヤト同盟を結び、テムジンの宿敵ジャムカを盟主（グル・カン）に推戴した。しかしテムジンは、同盟に加わったコンギラト部に属する妻ボルテの実家から同盟結成の密報を受け取って逆に攻勢をかけ、同盟軍を破った。1202年には西方のナイマン、北方のメルキトが北西方のオイラトや東方同盟の残党と結んで大同盟を結びケレイトに攻めかかったが、テムジンとオン・カンは苦戦の末にこれを破り、高原中央部の覇権を確立した。
しかし同年、オン・カンの長男のイルカ・セングンとテムジンが仲違いし、翌1203年にオン・カンはセングンと亡命してきたジャムカの讒言に乗って突如テムジンの牧地を襲った。テムジンはオノン川から北に逃れ、バルジュナ湖で体勢を立て直した。同年秋、オノン川を遡って高原に舞い戻ったテムジンは、兵力を結集すると計略を用いてケレイトの本営の位置を探り、オン・カンの本隊を急襲して大勝した。この敗戦により高原最強のケレイト部は壊滅し、高原の中央部はテムジンの手に落ちた。

### 帝国の建設

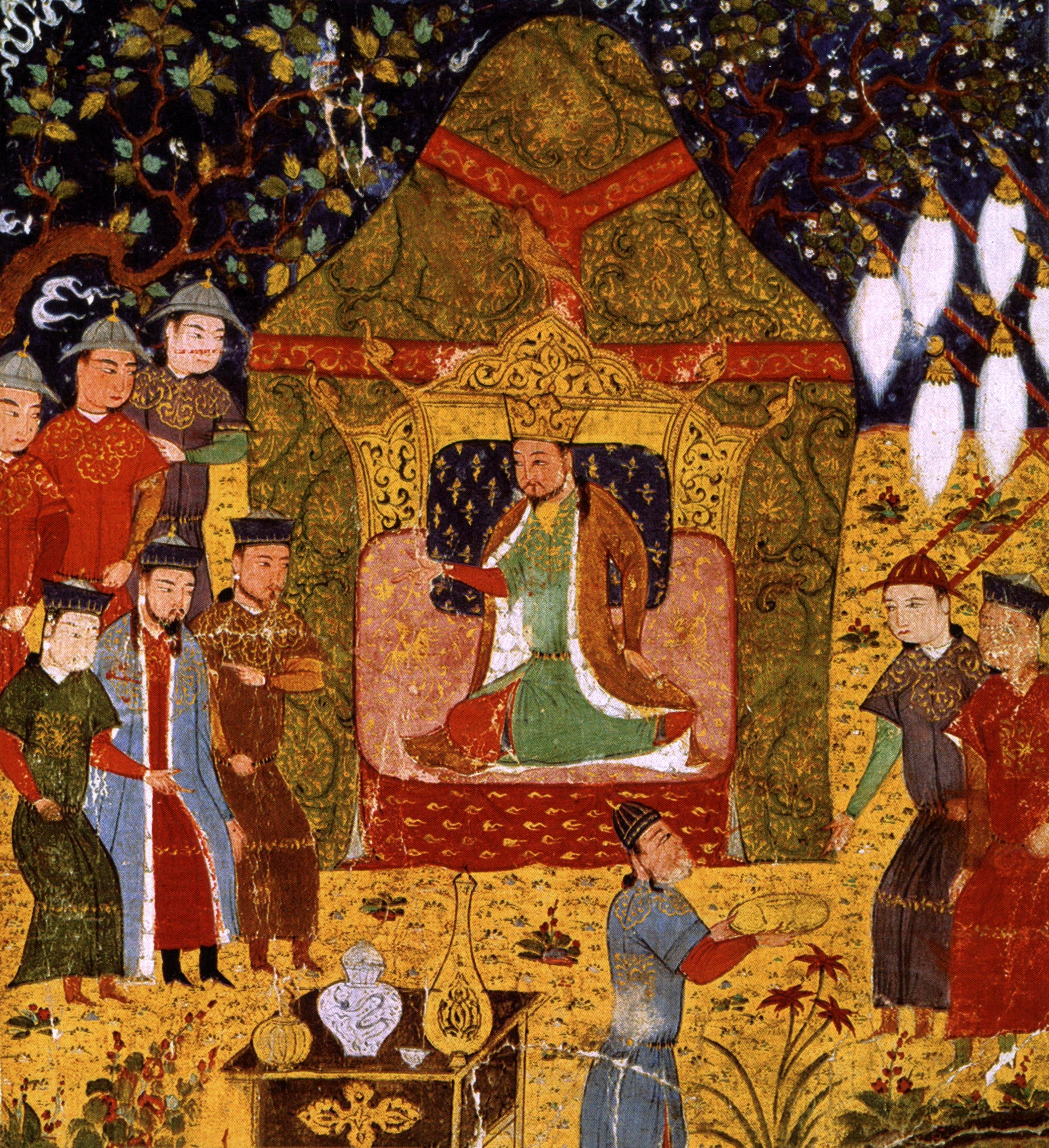
1206年初春、オノン川上流での大クリルタイによって、テムジン、チンギス・カンとして即位する。（『集史』パリ本）

1205年、テムジンは高原内に残った最後の大勢力である西方のナイマンと北方のメルキトを破り、宿敵ジャムカを遂に捕えて処刑した。やがて南方のオングトもテムジンの権威を認めて服属し、高原の全遊牧民はテムジン率いるモンゴル部の支配下に入った。
翌1206年2月、テムジンはフフ・ノールに近いオノン川上流の河源地において功臣や諸部族の指導者たちを集めてクリルタイを開き、九脚の白いトゥク（ヤクやウマの尾の毛で旗竿の先を飾った旗指物、旗鉾。纛。tuq〜tuγ）を打ち立て、諸部族全体の統治者たるチンギス・カンに即位してモンゴル帝国を開いた。チンギス・カンという名はこのとき、イェスゲイ一族の家老のモンリク・エチゲという人物の息子で、モンゴルに仕えるココチュ・テプテングリというシャーマン（巫者）がテムジンに奉った尊称である。「チンギス」という語彙の由来については確実なことは分かっていない。元々モンゴル語ではなくテュルク語から来た外来語だったとみられ、「海」を意味するテンギズ (tenggis / tenngiz) を語源に比定する説や、「烈しい」を意味したとする説、「世界を支配する者」を意味したとするなど、さまざまに言われている。
チンギス・カンは、腹心の僚友（ノコル）に征服した遊牧民を領民として分け与え、これとオングトやコンギラトのようにチンギス・カンと同盟して服属した諸部族の指導者を加えた領主階層を貴族（ノヤン）と呼ばれる階層に編成した。最上級のノヤン88人は千人隊長（千戸長）という官職に任命され、その配下の遊牧民は95の千人隊（千戸）と呼ばれる集団に編成された。また、千人隊の下には百人隊（百戸）、十人隊（十戸）が十進法に従って置かれ、それぞれの長にもノヤンたちが任命された。

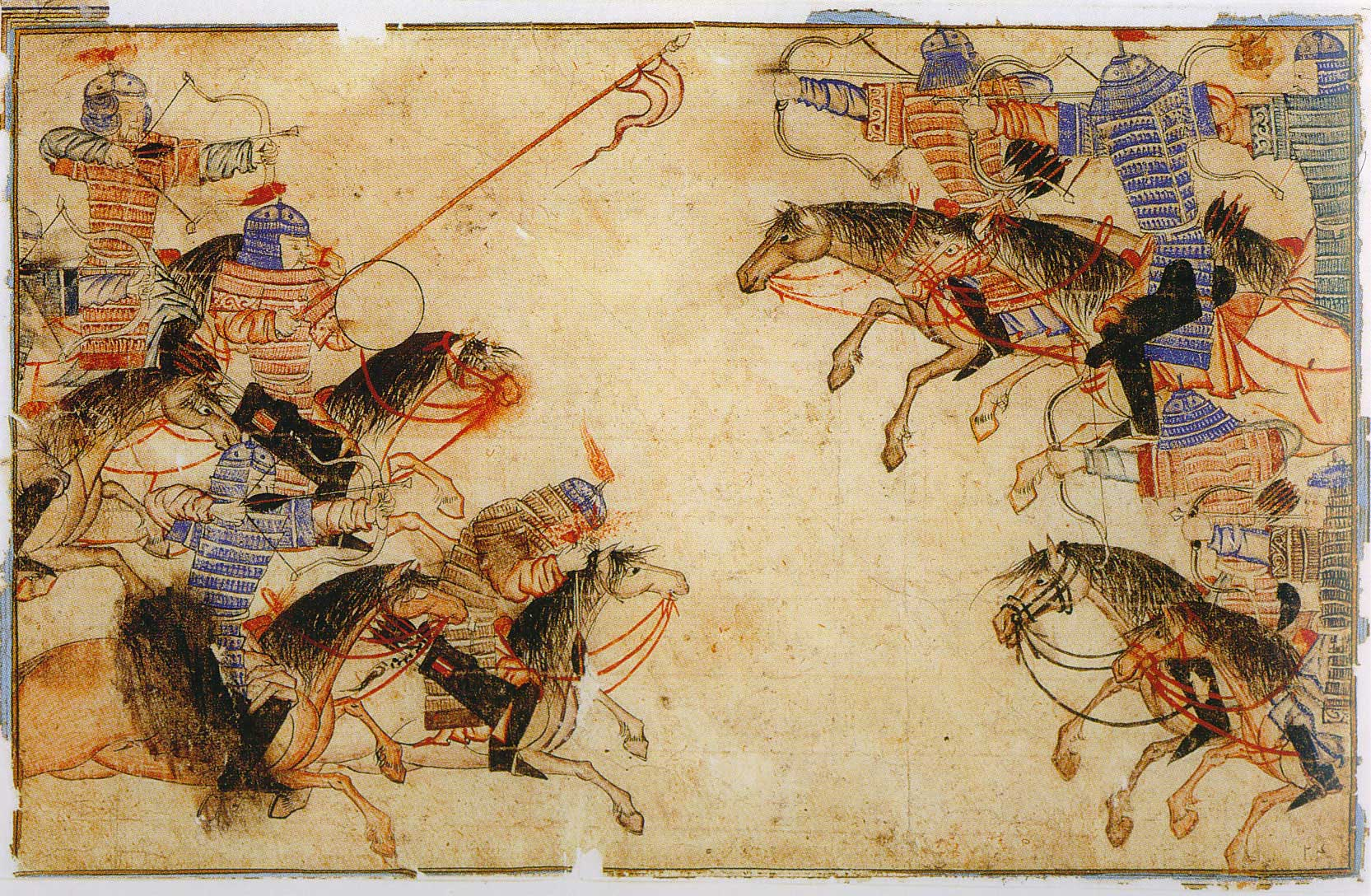
テュルク・モンゴル系の騎馬軍同士の会戦（『集史』）

戦時においては、千人隊は1,000人、百人隊は100人、十人隊は10人の兵士を動員することのできる軍事単位として扱われ、その隊長たちは戦時にはモンゴル帝国軍の将軍となるよう定められた。各隊の兵士は遠征においても家族と馬とを伴って移動し、一人の乗り手に対して3・4頭の馬がいるために常に消耗していない馬を移動の手段として利用できる態勢になっていた。そのため、大陸における機動力は当時の世界最大級となり、爆発的な行動力をモンゴル軍に与えていたとみられる。千人隊は高原の中央に遊牧するチンギス・カン直営の領民集団を中央として左右両翼の大集団に分けられ、左翼と右翼には高原統一の功臣ムカリとボオルチュがそれぞれの万人隊長に任命されて、統括の任を委ねられた。
このような左右両翼構造のさらに東西では、東部の大興安嶺方面にチンギス・カンの3人の弟のジョチ・カサル、カチウン、テムゲ・オッチギンを、西部のアルタイ山脈方面にはチンギス・カンの3人の息子のジョチ、チャガタイ、オゴデイにそれぞれの遊牧領民集団（ウルス）を分与し、高原の東西に広がる広大な領土を分封した。チンギス・カンの築き上げたモンゴル帝国の左右対称の軍政一致構造は、モンゴルに恒常的に征服戦争を続けることを可能とし、その後のモンゴル帝国の拡大路線を決定付けた。
クリルタイが開かれたときには既に、チンギス・カンは彼の最初の征服戦である西夏との戦争を起こしていた。堅固に護られた西夏の都市の攻略に苦戦し、また1209年に西夏との講和が成立したが、その時点までには既に西夏の支配力を減退させ、西夏の皇帝にモンゴルの宗主権を認めさせていた。さらに同年には天山ウイグル王国を服属させ、経済感覚に優れたウイグル人の協力を得ることに成功する。

### 征服事業

#### 金朝への征服事業

チンギス・カン在世中の諸遠征とモンゴル帝国の拡大。

着々と帝国の建設を進めたチンギス・カンは、中国に対する遠征の準備をすすめ、1211年に金と開戦した。三軍に分かたれたモンゴル軍は、長城を越えて長城と黄河の間の金の領土奥深くへと進軍し、金の軍隊を破って華北を荒らした。
この戦いは、当初は西夏との戦争の際と同じような展開をたどり、モンゴル軍は野戦では勝利を収めたが、堅固な城壁に阻まれ主要な都市の攻略には失敗した。しかし、チンギス・カンとモンゴルの指揮官たちは中国人から攻城戦の方法を学習し、徐々に攻城戦術を身に付けていった。この経験により、彼らはやがて戦争の歴史上で最も活躍し最も成功した都市征服者となるのである。当時5000万人ほどいた中国の人口が、わずか30年後に行われた調査によれば約900万人ほどになってしまったという。南部に逃げた人たちも大勢いるがその勢力の強さが窺える。

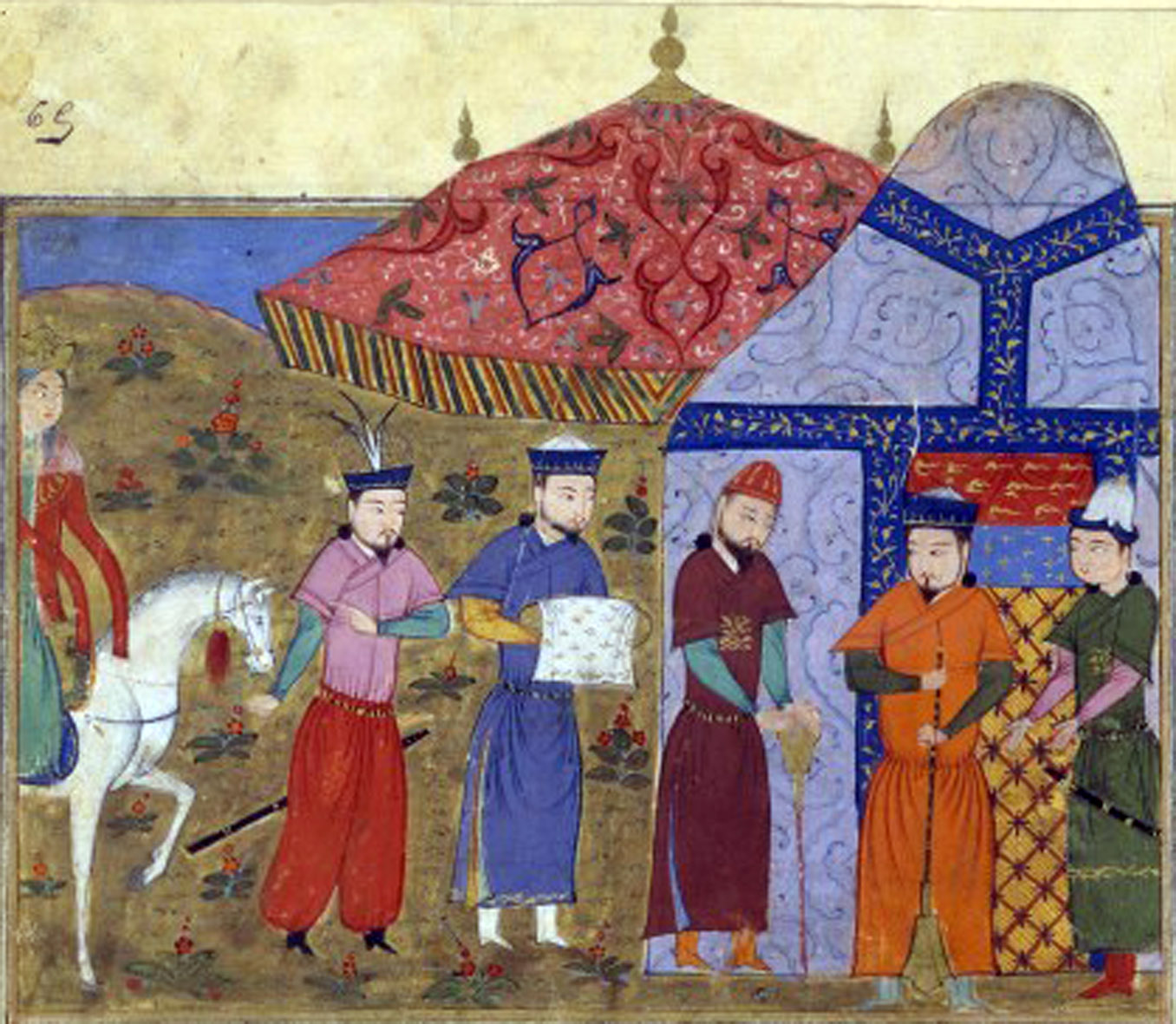
1214年4月、金朝皇帝宣宗との講和によってチンギス・カンのもとに嫁いで来た岐国公主（画面左の馬上の人物）。

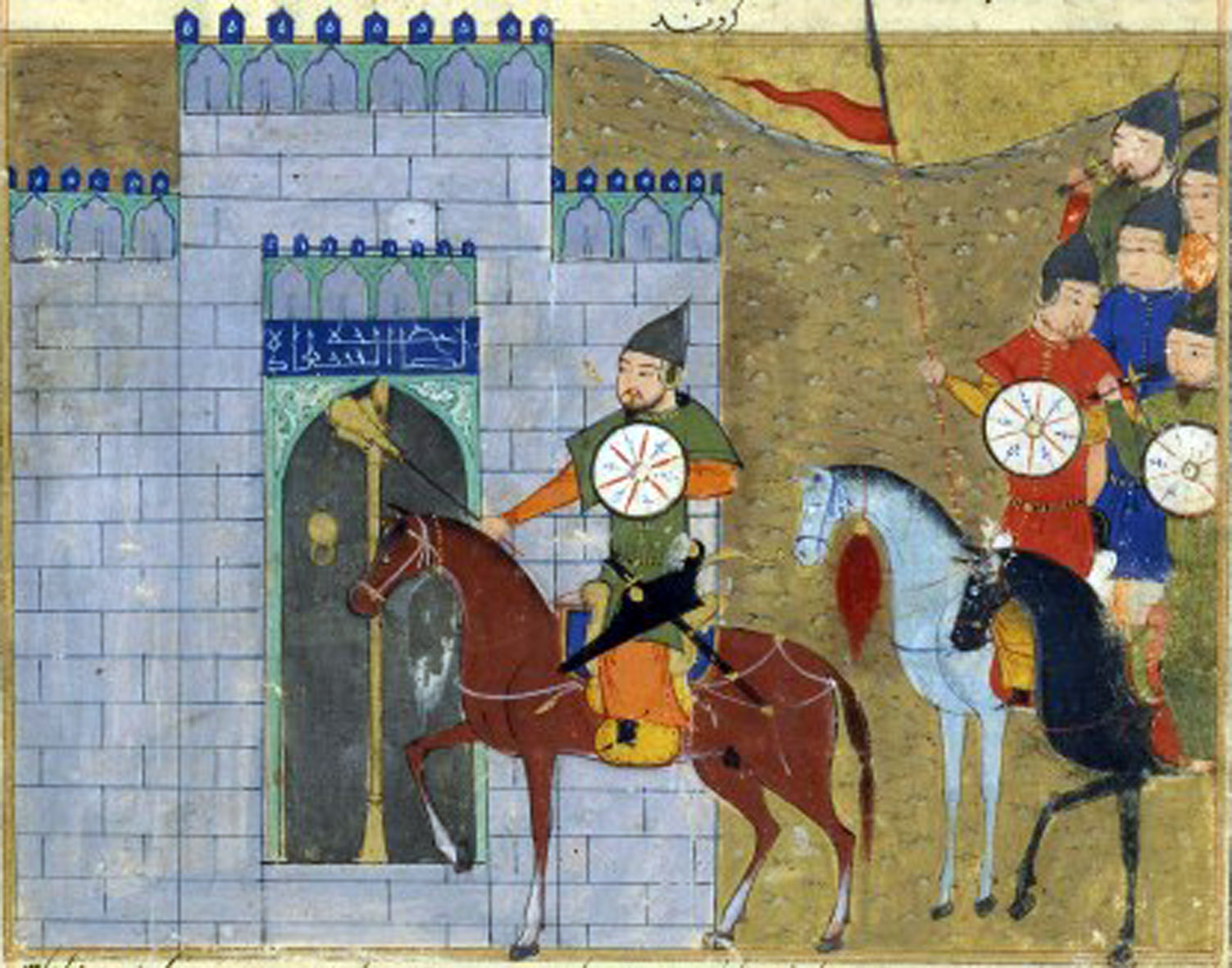
1215年、開封への遷都を責めて、モンゴル軍、中都を包囲する。（『集史』パリ本）

こうして中国内地での野戦での数多くの勝利と若干の都市攻略の成功の結果、チンギス・カンは1213年には万里の長城のはるか南まで金の領土を征服・併合していた。翌1214年、チンギス・カンは金と和約を結んでいったん軍を引くが、和約の直後に金がモンゴルの攻勢を恐れて黄河の南の開封に首都を移した事を背信行為と咎め（あるいは口実にして）、再び金を攻撃した。1215年、モンゴル軍は金の従来の首都の燕京（現在の北京）を包囲・陥落させた。のちに後継者オゴデイの時代に中国の行政に活躍する耶律楚材は、このときチンギス・カンに見出されてその側近となっている。燕京を落としたチンギス・カンは、将軍ムカリを燕京に残留させてその後の華北の経営と金との戦いに当たらせ、自らは高原に引き上げた。

#### 西遼・クチュルクへの征服事業
このころ、かつてナイマン部族連合の首長を受け継いだクチュルクは西走して西遼に保護されていたが、クチュルクはそれにつけ込んで西遼最後の君主耶律直魯古から王位を簒奪していた。モンゴル帝国は西遼の混乱をみてクチュルクを追討しようとしたが、モンゴル軍の主力は、このときまでに西夏と金に対する継続的な遠征の10年によって疲弊していた。そこで、チンギス・カンは腹心の将軍ジェベに2万の軍を与えて先鋒隊として送り込み、クチュルクに当たらせた。クチュルクは仏教に改宗して地元のムスリム（イスラム教徒）を抑圧していたので、モンゴルの放った密偵が内乱を扇動するとたちまちその王国は分裂し、ジェベは敵国を大いに打ち破った。クチュルクはカシュガルの西で敗れ、敗走した彼はやがてモンゴルに捕えられ処刑されて、西遼の旧領はモンゴルに併合された。この遠征の成功により、1218年までには、モンゴル国家は西はバルハシ湖まで拡大して、南にペルシア湾、西にカスピ海に達するイスラム王朝、ホラズム・シャー朝に接することとなった。

#### ホラズム・シャー朝への征服事業
1218年、チンギス・カンはホラズム・シャー朝に通商使節を派遣したが、東部国境線にあるオトラルの統治者イネルチュクが欲に駆られ彼らを虐殺した（ただし、この使節自体が征服事業のための偵察・挑発部隊だった可能性を指摘する説もある）。その報復としてチンギス・カンは末弟のテムゲ・オッチギンにモンゴル本土の留守居役を任せ、自らジョチ、オゴデイ、チャガタイ、トルイら嫡子たちを含む軍隊を率いて中央アジア遠征を行い、1219年にスィル川（シルダリア川）流域に到達した。モンゴル帝国側の主な資料にはこの時のチンギス・カンの親征軍の全体の規模について、はっきりした数字は記録されていないようだが、20世紀を代表するロシアの東洋学者ワシーリィ・バルトリドは、その規模を15万から20万人と推計している。モンゴル軍は金遠征と同様に三手に分かれて中央アジアを席捲し、その中心都市サマルカンド、ブハラ、ウルゲンチをことごとく征服した。モンゴル軍の侵攻はきわめて計画的に整然と進められ、抵抗した都市は見せしめに破壊された。ホラズム・シャー朝はモンゴル軍の前に各個撃破され、1220年までにほぼ崩壊した。

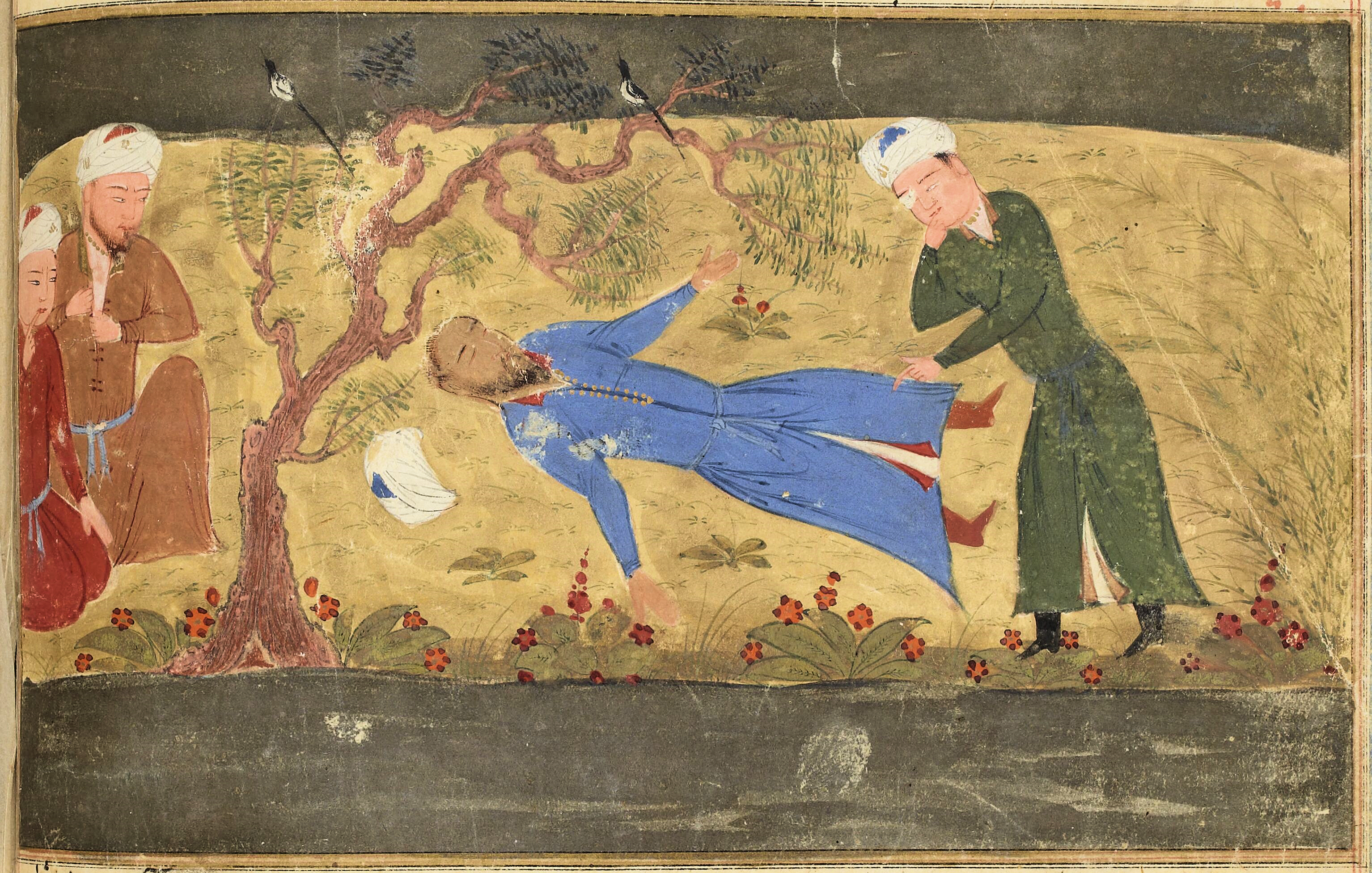
ホラズム・シャー朝の君主スルターン・アラーウッディーン・ムハンマド、カスピ海南東部のアーバースクーン島にて他界する。（『集史』パリ本）

ホラズム・シャー朝の君主アラーウッディーン・ムハンマドはモンゴル軍の追撃を逃れ、はるか西方に去ったため、チンギス・カンはジェベとスベエデイを追討に派遣した。彼らの軍がイランを進むうちにアラーウッディーンはカスピ海上の島で窮死するが、ジェベとスベエデイはそのまま西進を続け、カフカスを経て南ロシアにまで達した。彼らの軍はキプチャクやルーシ諸公など途中の諸勢力の軍を次々に打ち破り、その脅威はヨーロッパにまで伝えられた。
一方、チンギス・カン率いる本隊は、アラーウッディーンの子でアフガニスタン・ホラーサーンで抵抗を続けていたジャラールッディーン・メングベルディーを追い、南下を開始した。モンゴル軍は各地で敵軍を破り、ニーシャープール、ヘラート、バルフ、メルブ（その後二度と復興しなかった百万都市）、バーミヤーンといった古代からの大都市をことごとく破壊、住民を虐殺した。アフガニスタン、ホラーサーン方面での戦いはいずれも最終的には勝利したものの、苦戦を強いられる場合が多かった。特に、ジャラールッディーンが所領のガズニーから反撃に出た直後、大断事官のシギ・クトク率いる3万の軍がジャラールッディーン軍によって撃破されたことに始まり（パルワーンの戦い）、バーミヤーン包囲戦では司令官だったチャガタイの嫡子のモエトゥゲンが流れ矢を受けて戦死し、チンギス・カン本軍がアフガニスタン遠征中ホラーサーンに駐留していたトルイの軍では、離反した都市を攻撃中に随伴していた妹のトムルンの夫で母方の従兄弟でもあるコンギラト部族のチグウ・キュレゲンが戦死するなど、要所で手痛い反撃に見舞われていた。
アフガニスタン・ホラーサーン方面では、それ以外のモンゴル帝国の征服戦争と異なり、徹底した破壊と虐殺が行なわれたが、その理由は、ホラズム・シャー朝が予定外に急速に崩壊してしまったために、その追撃戦が十分な情報収集や工作活動がない無計画なアフガニスタン・ホラーサーン侵攻につながり、このため戦況が泥沼化したことによるのではないかとする指摘も近年、モンゴル帝国史を専門とする杉山正明らによって指摘されている。
チンギス・カンはジャラールッディーンをインダス川のほとりまで追い詰め撃破するが、ジャラールッディーンはインダス川を渡ってインドに逃げ去った。寒冷なモンゴル高原出身のモンゴル軍は高温多湿なインドでの作戦継続を諦め、追撃を打ち切って帰路についた。チンギス・カンは中央アジアの北方でジェベ・スベエデイの別働隊と合流し、1225年になってようやく帰国した。

### 最後の遠征

#### 西夏への懲罰遠征
西征から帰ったチンギス・カンは広大になった領地を分割し、ジョチには南西シベリアから南ロシアの地まで将来征服しうる全ての土地を、次男のチャガタイには中央アジアの西遼の故地を、三男のオゴデイには西モンゴルおよびジュンガリアの支配権を与えた。末子のトルイにはその時点では何も与えられないが、チンギス・カンの死後に末子相続により本拠地モンゴル高原が与えられる事になっていた。しかし、カン位の後継者には温厚な三男のオゴデイを指名していたとされる。
これより前、以前に臣下となっていた西夏の皇帝は、ホラズム遠征に対する援軍を拒否していたが、その上チンギス・カンがイランにいる間に、金との間にモンゴルに反抗する同盟を結んでいた。遠征から帰ってきたチンギス・カンはこれを知り、ほとんど休む間もなく西夏に対する懲罰遠征を決意した。1年の休息と軍隊の再編成の後、チンギス・カンは再び戦いにとりかかった。
1226年初め、モンゴル軍は西夏に侵攻し、西夏の諸城を次々に攻略、冬には凍結した黄河を越えて首都の興慶（現在の銀川）より南の都市の霊州までも包囲した。西夏は霊州救援のため軍を送り、黄河の岸辺でモンゴル軍を迎え撃ったが、西夏軍は30万以上を擁していたにもかかわらず敗れ、ここに西夏は事実上壊滅した。

#### 崩御
1227年、チンギス・カンは興慶攻略に全軍の一部を残し、オゴデイを東に黄河を渡らせて陝西・河南の金領を侵させた。自らは残る部隊とともに諸都市を攻略した後、興慶を離れて南東の方向に進んだ。『集史』によれば、南宋との国境、すなわち四川方面に向かったという。同年夏、チンギス・カンは夏期の避暑のため六盤山に本営を留め、ここで彼は西夏の降伏を受け入れたが、金から申し込まれた和平は拒否した。
ところがこのとき、チンギス・カンは陣中で危篤に陥った。このためモンゴル軍の本隊はモンゴルへの帰途に就いたが、西暦1227年8月18日、チンギス・カンは陣中で崩御した。『元史』などによると、モンゴル高原の起輦谷へ葬られた。これ以後大元ウルス末期まで歴代のモンゴル皇帝はこの起輦谷へ葬られた。
彼は死の床で西夏皇帝を捕らえて殺すよう命じ、また末子のトルイに金を完全に滅ぼす計画を言い残したという。チンギス・カンは一代で膨張を続ける広大な帝国を作り、その崩御後には世界最大の領土を持つ帝国に成長する基礎が残された。

## 陵墓と祭祀
チンギス・カンの崩御後、その遺骸はモンゴル高原の故郷へと帰った。『元史』などの記述から、チンギスと歴代のハーンたちの埋葬地はある地域にまとまって営まれたと見られているが、その位置は重要機密とされ、『東方見聞録』によればチンギスの遺体を運ぶ隊列を見たものは秘密保持のために人のみならず動物までも全て殺されたという。また、埋葬された後はその痕跡を消すために一千頭の馬を走らせ、一帯の地面を完全に踏み固めさせたとされる。チンギスは崩御の間際、自分の死が世間に知られれば直ちに敵国が攻めてくる恐れがあると考え、自分の死を決して公表しないよう家臣達に遺言したと言われている。
チンギス・カンの祭祀は、埋葬地ではなく、生前のチンギスの宮廷だった四大オルドでそのまま行われた。四大オルドの霊廟は陵墓からほど遠くない場所に帳幕（ゲル）としてしつらえられ、チンギス生前の四大オルドの領民がそのまま霊廟に奉仕する領民となった。元から北元の時代には晋王の称号を持つ王族が四大オルドの管理権を持ち、祭祀を主催した。15世紀のモンゴルの騒乱で晋王は南方に逃れ、四大オルドも黄河の屈曲部に移された。こうして南に移った四大オルドの民はオルドス部部族と呼ばれるようになり、現在はこの地方もオルドス地方と呼ばれる。オルドスの人々によって保たれたチンギス・カン廟はいつしか8帳のゲルからなるようになり、八白室（ナイマン・チャガン・ゲル）と呼ばれた。
一方、チンギス・カンの遺骸が埋葬された本来の陵墓は八白室の南遷とともに完全に忘れ去られてしまい、その位置は長らく世界史上の謎とされてきた。現在中華人民共和国の内モンゴル自治区に全国重点文物保護単位であるオルドス市の成吉思汗陵とウランホト市の成吉思汗廟があるが、前者は1950年代に移動を重ねていた八白室を内モンゴルに戻して固定施設に変更して中国政府が建設したもので、後者は1940年代に当時の満州国に建てられたものであり、この場所やその近辺にチンギスが葬られているわけではない。
冷戦が終結してモンゴルへの行き来が容易になった1990年代以降、各国の調査隊はチンギス・カンの墓探しを行い、様々な比定地を提示してきた。しかしモンゴルでは土を掘ることを嫌う風習と民族の英雄であるチンギス・カンの神聖視される墓が外国人に発掘されることからこれに不満を持つ人が多いという。
2004年、日本の調査隊は、モンゴルの首都であるウランバートルから東へ250キロのヘルレン川（ケルレン川）沿いの草原地帯にあるチンギス・カンのオルド跡とみられるアウラガ遺跡の調査を行い、この地が13世紀にチンギス・カンの霊廟として用いられていたことを明らかにした。調査隊はチンギス・カンの墳墓もこの近くにある可能性が高いと報告したが、モンゴル人の感情に配慮し、墓の捜索や発掘は行うつもりはないという。
シカゴ大学のジョン・ウッズ教授も2001年にヘンティー山脈の丘陵地において、高さ約2.7～3.6メートルの石積みの壁が断続的に約3.2キロ続く遺構を確認、『元朝秘史』にある「古連勒古（クレルグ）」に比定し、チンギス・カンはじめモンゴル王族（元朝皇帝）の陵墓である可能性が高いと示唆するが、発掘調査には至っていない。
また2009年、中国大連在住のチンギス・カンの末裔とされる80歳の女性が「チンギス・カン陵墓が現在の四川省カンゼ・チベット族自治州にあることは、末裔一族に伝わる秘密であった」と発表し、現地調査でも証言と一致する洞窟が確認されたため、中国政府も調査を開始した。
2015年、チンギス・カンの墳墓が周辺にあるとされるブルカン・カルドゥンが世界遺産となった。

## 子孫

モンゴル帝国

モンゴル帝国のもとではチンギス・カンとその弟たちの子孫は、「黄金の氏族（アルタン・ウルク）」と呼ばれ、ノヤンと呼ばれる一般の貴族たちよりも一層上に君主として君臨する社会集団になった。またモンゴル帝国のもとでは遊牧民に固有の男系血統原理が貫かれ、チンギス・カンの男系子孫しかカンやカアン（モンゴル皇帝）に即位することができないとする原則（チンギス統原理）が広く受け入れられるようになった。
13世紀の後半に、モンゴル帝国の西半でジョチ、チャガタイ、トルイの子孫たちはジョチ・ウルス、チャガタイ・ハン国、イルハン朝などの政権を形成していくが、これらの王朝でもチンギス統原理は根付き、チンギスの後裔が尊ばれた。
チンギス統原理はその後も中央ユーラシアの各地に長く残り、18世紀頃まで非チンギス裔でありながら代々ハーンを名乗った王朝はわずかな例外しか現れなかった。外モンゴルと内モンゴルやカザフでは、20世紀の初頭まで貴族階層のほとんどがチンギス・カンの男系子孫によって占められていたほどであり、現在もチンギス裔として記憶されている家系は非常に多い。
こうしたチンギス裔の尊崇に加え、非チンギス裔の貴族たちも代々チンギス・カン家の娘と通婚したので、チンギス裔ではなくとも多くの遊牧民は女系を通じてチンギス・カンの血を引いていた。また、チンギスの女系子孫はジョチ・ウルスの貴族層とロシア貴族の通婚、ロシア貴族とヨーロッパ貴族の通婚を通じてヨーロッパに及んでいるという。

### オックスフォード大学のY染色体調査研究
2004年にオックスフォード大学の遺伝学研究チームは、DNA解析の結果、チンギス・カンが世界中でもっとも子孫を多く残した人物であるという結論を発表した。ウランバートル生化研究所との協力によるサンプル採取と解析の結果、彼らによれば、モンゴルから北中国にかけての地域で男性の8%、およそ1300万人に共通するY染色体ハプロタイプが検知出来たという。この特徴を有する地域は中東から中央アジアまで広く分布し、現在までにそのY染色体を引き継いでいる人物、すなわち男系の子孫は1600万人にのぼるとされる。研究チームはこの特有のY染色体の拡散の原因を作った人物は、モンゴル帝国の創始者チンギス・カンであると推測しており、この解析でマーカーとされた遺伝子は、突然変異頻度に基づく分子時計の推計計算により、チンギス・カンの数世代前以内に突然変異によって生じた遺伝子である可能性が高いという仮説を発表した（、）。
この研究を主導したひとりクリス・テイラー＝スミス Chris Tyler-Smith は、チンギス・カンのものと断定する根拠として、このY染色体は調査を行った地域のひとつ、ハザーラ人やパキスタン北部のフンザの例をあげている。フンザではチンギス・カンを自らの先祖とする伝説があり、この地域はY染色体の検出が特に多かったという。さらに、彼は東洋で比較的短期間に特定のY染色体を持つ人々が広がった根拠として、これらの地域の貴族階級では一夫多妻制が一般的であり、この婚姻習慣はある意味で、生殖戦略として優れていたためではないか、と述べている。
しかしながら、この論説に対しては批判もあり、特に集団遺伝学者でスタンフォード大学のルイジ・ルーカ・カヴァッリ＝スフォルツァは、Y染色体の広範な分布について、共通の先祖を想定することには同意出来るものの、これを歴史上のある特定の人物の子孫であると特定するには正確さを欠いている、として異議を唱えている。さらに、分布の状況と一夫多妻制が原因しているとするテイラー＝スミスの見方に対しても、「あまりに短絡的かつ扇情的」であるとして非難している。（同研究グループは同様の別の研究で、東アジアの男性約1000人のうち3.3%に現れた特定のY染色体について、その共通祖先は清朝初代皇帝ヌルハチの祖父ギオチャンガに比定しているが、カヴァッリ＝スフォルツァはこの断定にも同様に根拠が薄弱であるという理由で異議を唱えている）
オックスフォード・アンセスターズの遺伝学者ブライアン・サイクスも研究が発表された2003年に出版した著書『アダムの呪い』で上記の研究を紹介しているが、「状況証拠は有力だが、残念ながら証明はできない」としながらも、検出されたY染色体についてチンギス・カンのものであるとほぼ断定している。同氏は人類の繁殖と拡大にはY染色体による男性の暴力的な性格や支配欲が密接に関係しているとする見解に立っており、チンギス・カンに対する人物評についても「チンギスハーン本人が、みずからのY染色体の野心によって突き動かされ、戦でも寝床でも、勝利することになった」という見方をしている。だが同氏の見解のとおりだと、英国にも一定頻度で同様のY染色体キャリアがいることについて説明が出来ない、との反論がある。

### ケンブリッジ サンガー研究所の研究
大手遺伝子研究所であるケンブリッジ サンガー研究所のカーシム・アユブ博士(Qasim Ayub, PhD Sanger Institute,CAMBRIDGE)
らはアジア人の起源について研究していた。
アジア全域から集められた2000人以上の男性の血液サンプルを採取しDNAを抽出。
分析の結果、対象サンプルの多くがある同一の家系に属していることが判明した。
対象の8％にほぼ同一のマイクロサテライト(DNAの短い配列の繰り返し)が見られた。
考えられるのは彼らには同じDNAを持つ共通の祖先がいるということ。
その祖先がどの時代の人物かを割り出すと、およそ1000年前で、さらにその遺伝子の発祥地はモンゴルであることも判明した。
モンゴルで同一の遺伝子集団が多く見られたこと、また時代を考慮すると、その祖先とはチンギス・カンである可能性が高いという。世界の3200万人がその遺伝子を引き継いでいると結論づけた。

## 評価

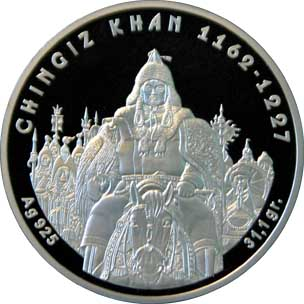
チンギス・カンが描かれたコイン

このようにモンゴルの建国の英雄として称えられるチンギス・カンだが、社会主義時代のモンゴル人民共和国では侵略者として記述されることがあった。
モンゴル人民共和国はスフバートル、ダンザン、ボドー、チョイバルサン、ドクソム、チンギス・カンの直系子孫であるモンゴル学者ビャムビーン・リンチェンや王侯ナヴァーンネレン等のモンゴル民族主義者で構成されたモンゴル人民党（後にモンゴル人民革命党）がソビエト連邦の赤軍の支援を受けて独立させた国家であり、建国後も常にソ連の東側陣営に属する衛星国だったが、当初はリンチノら汎モンゴル主義者を抱えていることから革命のためにチンギス・カンを政治的利用させた。1960年代にはトゥムルオチル政治局員らがチンギス・カンの生誕800周年を祝い、チンギス・カンの研究者を集めたシンポジウムを開いて切手も発行され、チンギス・カンの故郷とされたダダル郡に記念碑が建設された。1962年にトゥムルオチル政治局員のライバルだった当時の首相ツェデンバルは、中ソ対立とこの祝賀を機にトゥムルオチルを「民族偏向主義者」「中国寄り」であるということで追放した。以後チンギス・カンは批判されていった。モンゴルでの民主化が進むと、かつては栄光に彩られた自国の歴史を再認識しようとする動きが急速に強まった。そして、新生モンゴル国ではチンギス・カンが再び称賛され、モンゴルの紙幣トゥグルグでもスフバートルとともにチンギス・カンの肖像が用いられ、かつてスフバートル廟があったモンゴル政府宮殿前には改装の際にチンギス・カンの銅像が建てられて大統領の就任宣誓が行われている。
また、中華人民共和国でもチンギス・カンの生誕800周年はウランフと周恩来の後押しで建設されたオルドス市の成吉思汗陵で盛大に祝われ、チンギス・カンが死去した場所とされる六盤山の涼殿峡は保護区となっている。日本軍占領下でバトマラプタンとボヤンマンダフや松王の後押しによって建てられたウランホト市の成吉思汗廟もむしろ革命的なシンボルとして政府の資金で改修などがされており、歴史劇としてチンギス・カンの子孫であるモンゴル族俳優のバーサンジャブを主演に据えたテレビドラマ「チンギス・ハーン」や映画が制作されて内モンゴル自治区ではチンギス・ハーン鎮などの地名やチンギス・カンの像があり、モンゴルを訪問した際に習近平総書記のような中国の指導者はチンギス・カン像に頭を下げて敬意を表し、中国国内ではチンギス・カンの肖像を踏みつけるといった行為は年少者でも民族の英雄を侮辱した罪で逮捕・実刑を受けているが、あくまで中国政府の主張する「中華民族の英雄」としての崇拝が認められており、人権活動家で内モンゴル独立運動家のハダとモンゴル族の若者が集まってチンギス・カンの肖像を掲げてモンゴルの歌を放吟すると「国家分裂扇動」「スパイ活動」として逮捕・拘禁されている。

## 宗室
『集史』チンギス・ハン紀によると、大ハトゥンと呼ばれる最上位の妃が5人いたことが述べられ、『元史』では大オルドを監督する4人の皇后の元に30人の妃たちが置かれていたこと述べる。イルハン朝、ティムール朝時代の資料に準拠。漢字表記は『元史』「后妃表」による。

### 父母兄弟
- 父 イェスゲイ
- 母 ホエルン
  - 次弟 ジョチ・カサル
  - 三弟 カチウン
  - 四弟 テムゲ・オッチギン
  - 異母弟 ベルグテイ・ノヤン
『元朝秘史』ではジョチ・カサルの下にもう一人ベグテルという、ベルグテイの同母兄と思しき弟がいたが、イェスゲイ没後の貧窮時に諍いを起こし、このベグテルをテムジンはジョチ・カサルと謀って射殺したため、これを知った母ホエルンはテムジンとジョチ・カサルを憤怒して叱責したという。この逸話は『元朝秘史』とその系統の資料にのみ現れ、『集史』『元史』『聖武親征録』など他の資料には載っていないため、ベグテルの存在そのものは疑わしいと考えられている。
  - 妹 テムルン - コンギラト部族の一派イキレス氏族の首長ブトゥ・キュレゲンに嫁ぐ

### 后妃
チンギスの皇后のうち、大ハトゥンは5人いたとし、ボルテを第1位、クランを第2位、イェスゲンを第3位、公主ハトゥン (كونجو خاتون Kūnjū Khātūn) こと岐国公主を第4位、イェスルン（イェスイ）を第5位とする。一方、『元史』「后妃表」によると、ボルテ、クラン、イェスイ（イェスルン）、イェスゲンはそれぞれ大オルド、第二オルド、第三オルド、第四オルドを管轄していたという。

#### 大オルド
- ボルテ・ウジン（孛児台旭真太皇后） コンギラト部族デイ・セチェンの娘（正宮 孛剌合真皇后）
  - 忽魯渾皇后
  - 闊里桀皇后
  - 脱忽思皇后
  - 帖木倫皇后
  - 亦憐真八剌皇后

#### 第二オルド
- クラン（忽蘭皇后） ウハズ・メルキト部族長ダイル・ウスンの娘
  - 哈児八真皇后
  - 亦乞剌真皇后
  - 脱忽茶児皇后
  - 也真妃子
  - 也里忽禿妃子
  - 察真妃子
  - 哈剌真妃子

#### 第三オルド
- イェスルン（イェスイ 也速皇后）　トトクリウト・タタル部族出身。イェスゲンの姉。
  - 忽魯哈剌皇后
  - 阿失倫皇后
  - 禿児哈剌皇后
  - 察児皇后
  - 阿昔迷失皇后
  - 完者忽都皇后
  - 渾魯忽歹妃子
  - 忽魯灰妃子
  - 剌伯妃子
- 岐国公主 金朝皇帝・衛紹王の娘

#### 第四オルド
- イェスゲン（也速干皇后） トトクリウト・タタル部族出身。イェスルンの妹。
  - 忽答罕皇后
  - 哈答皇后
  - 斡者忽思皇后
  - 燕里皇后
  - 禿干妃子
  - 完者妃子
  - 金蓮妃子
  - 完者台妃子
  - 奴倫妃子
  - 卯真妃子
  - 鎖郎哈妃子
  - 八不別及妃子

『集史』チンギス・ハン紀后妃表には5人の大ハトゥン以外の主な后妃や側室（クマ Quma）について記録されている。
- ベクトゥトミシュ・フジン ケレイトのジャガ・ガンボの娘でトルイの妃ソルコクタニ・ベキらの姉妹。
- グルベス・ハトゥン ナイマン部族連合の首長タヤン・カンの第一ハトゥンだった人物。
- チャク・ハトゥン 西夏皇帝の娘。
  - 氏名不明 ナイマン出身。ジョルチダイの母

### 子女
『集史』ではボルテとの間に儲けた四男五女の他に男女数人を記録するが、『元史』では「六子」とする。これらの多くの男子のうち、 クビライの時代以降も存続したことが確認できるのは、ジョチ家、チャガタイ家、オゴデイ家、トルイ家、コルゲン家の5系統のみである（『集史』チンギス・ハン紀、『元史』宗室世系表ほか、『五族譜』や『高貴系譜』、『南村輟耕録』などのモンゴル時代以降の系譜資料に基づく）。

#### 男子
- ジョチ 母 ボルテ
- チャガタイ 母 ボルテ
- オゴデイ 母 ボルテ
- トルイ　母 ボルテ
- コルゲン（次六 闊列堅太子） 母 クラン
- チャウル 母 イェスゲン
- ジョルチダイ
- ウルジュカン（次五 兀魯赤、無嗣）
- 氏名不明 母 タタル部族出身の側室

#### 女子
- コアジン・ベキ - 叔母であるテムルンの死後、イキレス氏のブトゥ・キュレゲンに嫁ぐ
- チェチェゲン - 『元朝秘史』ではオイラト駙馬家の首長クドカ・ベキの息子イナルチに与えられたというが、『元史』『集史』ではイナルチの弟トレルチに与えられたとされる
- アラガイ・ベキ - オングト駙馬王家の首長アラクシ・ディギト・クリの孫ボヨカに嫁ぐ
- トマルン - 同族であるオルクヌウト氏族でボルテの弟アルチ・ノヤンの長男チグゥ・キュレゲンに嫁ぐ
- アルタルン - ホエルンの弟オラル・キュレゲンの息子タイチュ・キュレゲンに嫁ぐ
- イル・アルタイ（アル・アルトゥン） - 母不詳。天山ウイグル王国に嫁ぐ。

## 名前

### チンギスについて
「チンギス・カン」とはテムジンが即位の際にコンゴタン氏族出身のテブ・テングリ（ココチュ）というシャーマンから与えられた称号であるが、その意味については諸説ある。
『集史』部族篇オロナウト族の項には、
とあり、『蒙古源流』には
とあり、ブリヤト・モンゴル人の学者ドルジ・バンザロフは「これはシャーマンの間で唱えられている光の精霊の名のHaǰir Činggis Tenggeriという言葉から出たに相違ない」とし、ポール・ペリオはテュルク語のdenggiz（海、湖）という語に比定し、「海の精霊」を指したものであろうとした。

### カンとカアンについて
チンギス・カンの呼称は、歴史的に見て「チンギス・カン」系と「チンギス・カアン」系の2種類に大別出来る。

#### 「チンギス・カン」系の資料
本来、13 - 14世紀当時の中期モンゴル語では「チンギス・カン」 (Činggis Qan) と称していたことが同時代資料の調査から分かっている。
これは、当時のウイグル文字モンゴル語ではイェスンゲ紀功碑などでも CYNKKYZ Q'N (Činggis Qan) と書かれ、第5代モンゴル皇帝クビライの大元ウルスで開発されたパスパ文字によるモンゴル語皇帝聖旨碑文でも ǰiṅ-gis qa-nu とある。
また13世紀のアラビア語・ペルシア語年代記では、イブン・アル＝アスィールの『完史 (al-Kāmil fī al-Ta'rīkh) 』（1231年成立）やシハーブッディーン・ムハンマド・ナサウィーの『ジャラールッディーン伝 (Sīrat al-Sulṭān Jalāl al-Dīn Mankubirtī) 』（1240年代初頭成立）、ジューズジャーニーの『ナースィル史話 (Tabaqāt-i Nāṣirī) 』（1260年成立）といったモンゴル帝国外で成立した資料では جنكيز خان Jinkīz Khān （ペルシア語資料の刊本では現在のペルシア文字の چ č/ch や گ g が補われて چنگيز خان Chingīz Khān ）などと表記されており、モンゴル帝国側の資料と言えるジュヴァイニーの『世界征服者の歴史』（1260年成立）でもやはり چنگيز خان Chingīz Khān などとなっている。ラシードゥッディーンの『集史』（1314年成立）では編者のラシード在世中に書写された紀年（1317年書写）を持つ現存最古の写本、いわゆる「イスタンブール本」（Revân köşkü No. 1518）では、（ウイグル文字での綴りを反映していると思われるが） چينككيز خان Chīnkkīz Khān とあって同書では「チンギス・カン」は一貫してこの綴りを用いている。このように13 - 14世紀のモンゴル帝国内外のアラビア語・ペルシア語文献ではチンギス・カンの「カン」 (Qan) の部分は、従来からあったテュルク語の χan （ハン）のアラビア文字転写である خان khān を用いた。

#### 「チンギス・カアン」系の資料
一方で、後代のモンゴル語文献では「チンギス・カアン」 (Činggis Qa'an/Činggis Qaγan) という言い方もされている。
17世紀初頭に成立した『アルタン・ハーン伝』などでは、「チンギス・カアン」 (CYNKKYZ Q'Q'N /Činggis Qaγan) の綴りで表記され、サガン・セチェン『蒙古源流』や『アルタン・トプチ』などの代表的な近代以降のモンゴル語年代記でも同様に表記されている。現存最古のモンゴル語による歴史書文献で明代に入って最終的な編纂をみる洪武刊十二巻本『元朝秘史』でも「成吉思可罕」 (Činggis Qahan) となっており、現存の『元朝秘史』は明代のものだが、14世紀末の「チンギス・カアン」系の資料である。

#### 「チンギス・カン」と「チンギス・カアン」の対立
「カン」と「カアン」の違いについてだが、ハーンの項目でも述べられているように、「カアン」 (Qa'an/Qaγan) は、一般的な「王」や「君主」を意味する「カン」 (Qan) をしのぐ「皇帝」の意味として、第2代皇帝オゴデイによって古代の「カガン」 (Qaγan) の称号を復活させて用いられたと考えられており、第4代モンケ、第5代クビライによってモンゴル皇帝の称号として定着した。
13 - 14世紀にモンゴル帝国側の資料で「チンギス・カアン」 (Činggis Qa'an/Činggis Qaγan) と呼ぶ例は、皆無ではないが筆記者による書き間違いなどの可能性もあるレベルで、一般的ではなかったようである。
例えば、大元ウルスでの場合、少林寺蒙漢合璧聖旨碑の例を挙げると、タツ年（至元5年戊辰、1268年）正月25日の紀年を持つウイグル文字モンゴル語によるクビライの聖旨碑文には、チンギスは CYNKKYZ X'N/Činggis Qan と書かれ、オゴデイは単に X'X'N/Qaγan〜Qa'an と書かれている。およそ半世紀のちのネズミ年（皇慶元年壬子、1318年）3月13日の紀年のある同じ碑石に刻された仁宗アユルバルワダによる聖旨碑でも、チンギスは「チンギス・カンの」 ǰiṅ -gis qa-nu/ǰiṅgis qa-nu 、オゴデイは「オゴデイ・カアンの」 "ö-kˋö-däḙ q·a-nu/Öködeï Qa'an-u 、クビライは尊号である「セチェン・カアンの」 sä-čän q·a-nu/Sečen Qa'an-u で呼ばれており、続く成宗テムルも同じく尊号の「オルジェイトゥ・カアンの」 "öˆl-ǰäḙ-tˋu q·a-nu/Öˆlǰeïtü Qa'an-u、武宗カイシャンも尊号の「クルグ・カアンの」kˋü-lug q·a-nu/Qa'an-u とあって、チンギスのみ「カン」 (Qan) の称号のまま使われており、オゴデイ以下他と区別がされている。

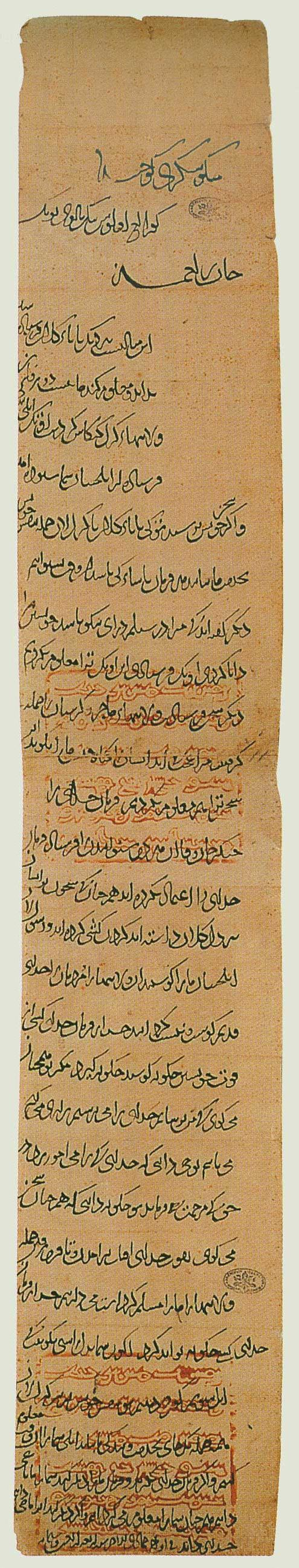
グユクのインノケンティウス4世宛国書。15行目に「チンギス・カンと（オゴデイ・）カアン (جنكيز خان و قاان Jinkīz Khān wa Qā'ān) 」と書かれている。（日本語訳）（ペルシア語、バチカン図書館蔵）

イルハン朝でも上述の通り、チンギスは『世界征服者の歴史』などの جنكيز خان Jinkīz Khān （または چنگيز خان Chigīz Khān）あるいは『集史』のような چينككيز خان Chīnkkīz Khān と書かれている。オゴデイは「オゴデイ・カアン」 اوكتاى قاآن Ūktāī Qā'ān、クビライは「クビライ・カアン」 قوبيلاى قاآن Qūbīlāī Qā'ān となっている。しかしながら例えばチンギス・カアン جنكيز قاآن Jinkīz Qā'ān のような表記をされた資料はイルハン朝以降も見られない。このような جنكيز خان Jinkīz Khān と（オゴデイ・）カアン قاان Qā'ān のような表記の書き分けは、第3代皇帝グユクがローマ教皇インノケンティウス4世に宛てた国書にもはっきり確認される。13 - 14世紀のモンゴル帝国ではアラビア文字表記でも「カン」と「カアン」は厳然と区別されていたと見られるのである。総じてこの جنكيز خان Jinkīz Khān という表記はティムール朝時代以降も一般的に使われている。
イルハン朝周辺でもウイグル文字モンゴル語で書かれた資料がいくつか残されており、例えば『集史』編纂後程なく成立したと見られる系図資料『五族譜』 (Shu`ab-i Panjgāna) は各々主要なモンゴル君主の部分には人物名のアラビア文字表記とウイグル文字表記とを併記しているのが特徴となっている。そこではチンギスの場合、アラビア文字で جينككيز خان Jīnkkīz Khān と表記され、ウイグル文字では cynγkyz q'n/čiŋγis qan と表記されている。クビライの場合はアラビア文字で قُوبِيلَاي قآن Qūbīlāī Qa'ān と表記され、ウイグル文字では qwbyl'y q'q'n/qubilai qa'an と表記されている（アラビア文字表記は『集史』イスタンブール本とほぼ同一となっている。「カアン」のアラビア文字表記について『世界征服者の歴史』やグユクのインノケンティウス4世宛国書では قاان Qā'ān もしくは قاآن Qā'ān と4文字で表記されるが、『集史』イスタンブール本や『五族譜』では قآن Qa'ān と3文字で表記されており、2番目の文字にアリフの長母音記号であるマッダ記号が附されているのが特徴的である）。

#### 漢語文献での「チンギス・カン」の呼称
後裔である元朝によってつけられた中国風の廟号は太祖、諡は法天啓運聖武皇帝といい、元の初代皇帝として扱われる。
漢語文献では、チンギス在世中の記録として、ムカリ国王の宮廷を訪れた南宋の使者孟珙撰（王国維の研究により著者は趙珙と校正された）の報告書『蒙韃備録』（1221年頃成立）やサマルカンド駐留中のチンギス・カンに謁見した長春真人・丘処機の旅行記『長春真人西遊記』（1228年頃成立）が知られているが、いずれも「成吉思皇帝」と書かれている。南宋側の記録である『蒙韃備録』や『黒韃事略』（1237年成立）でもチンギスは「成吉思皇帝」や「韃主」と呼ばれているが、「チンギス」という音写に基づく呼称は一貫して「成吉思」や「成吉思皇帝」であり、ウイグル文字、パスパ文字、アラビア文字などのような「カン」と「カアン」の書き分けは生じていない。『元朝秘史』のような「成吉思可罕」という表記は漢語文献では稀であり、ほとんど確認されない（ちなみに、1346年に成立したチベット語文献の『フゥラン・テプテル』でも「太祖チンギス帝」 (Thaḥi dsuṅ Jiṅ gi rgyal po) とあって「カン」や「カアン」の部分は音写されていない）。
1266年にクビライによってチンギス・カン以来のモンゴル皇帝や皇后、イェスゲイ・バアトルやトルイなどの主要モンゴル王族の廟号と諡号が設けられ、チンギスには廟号を太祖、諡号を聖武皇帝と贈られた。また、1309年12月3日に武宗カイシャンによってさらに法天啓運聖武皇帝と追諡された。これらを受けて大元ウルスの末期に編纂された随筆『南村輟耕録』の歴代モンゴル皇帝を列記した巻第1 列聖授受正統 には「太祖應天啓運聖武皇帝 諱鐵木眞國語曰成吉思。」と記されている。

#### 中期モンゴル語と近現代モンゴル語の音韻
以上のように、西方のアラビア文字圏ではイルハン朝以降もほぼ一貫して「チンギス・カン」系の表記のままであったのに対して、モンゴル高原では「チンギス・カアン」系に呼称が遷移した。近代モンゴル語 Чингис Хаан [ʧiŋgɪs χaːŋ]の音韻に近い「チンギス・ハーン」という表記が、近年一般に流布して用いられたが、これは表記上の問題以外に音韻上の変化についても問題となる。パスパ文字モンゴル語やアラビア文字表記から、ウイグル文字などに見られる Qaγan は第2音節の -aγa- は -a'a- と軟音化して「カアン」と発音されていたことが確実で、これが近現代音ではさらに χaːŋ のようにほぼ長母音化してしまっている。中期モンゴル語の q 音もパスパ文字モンゴル語表記やアラビア文字転写によって、「カ」に近い音であったが、現在では χ 音に移行している。χ 音は日本語の仮名転写では「ハ」行が用いられるため、中期モンゴル語としては「チンギス・カアン」と呼ぶべきものが「チンギス・ハーン」に変化しているのである。また、近現代モンゴル語でも「カン（ハン）」と「カアン（ハーン）」の区別は存在するが、チンギスは「ハーン（皇帝）」であるため、「チンギス・ハン (Чингис хан) 」とは呼んではならず、「チンギス・ハーン (Чингис хаан) 」と呼ぶべきだと現在のモンゴル人は考えている、との報告もされている。
一方で、ペルシア語文献でのアラビア文字（ペルシア文字）転写で多い、چنگيز خان Chigīz Khān を仮名転写すると「チンギーズ・ハーン」となり、近現代モンゴル語の「カアン」 (Qa'an) の発音転写とアラビア文字表記での「カン」 (Qan) の仮名転写が、「ハーン」という同一の転写になってしまう。「カン」と「カアン」という中期モンゴル語のレベルでは意味的に異なる単語が、依拠する資料で同一の仮名転写になるという弊害が生じることとなった。

#### 「チンギス・カン」「チンギス・ハン」「チンギス・ハーン」
このため、「チンギス・ハーン」「チンギス・ハン」「チンギス・カン」と言った具合に、日本語文献での仮名転写が研究者や執筆者の間でバラバラの状態になり、混乱をきたすようになった。一般に日本の戦前や現代の中国などの漢字表記では、「成吉思汗」と書かれる。ただし、「汗」の読みは中国でも年代や地域により異なり、「ハン」「ホン」、閩東語・閩南語では「カン」（ガン）となるが、古代の上古中国語では「ガーン」であった。明治時代の日本ではジンギス・カンと振り仮名されていた。清朝時代の満州語では「ハン」と発音され、中期モンゴル語や近現代モンゴル語の「カン（ハン）」「カアン（ハーン）」の対立は見られないという。
主に、1980年前後から『アルタン・ハーン伝』に見られるような16 - 17世紀以降のモンゴル語文献の調査に基づく研究者の間では「チンギス・ハーン」という表記を採用する傾向にあり、一方で1990年代以降に中国で発掘された大元ウルス時代のパスパ文字モンゴル語碑文や『集史』などのモンゴル帝国時代のペルシア語文献の調査の進展によって、中期モンゴル語音韻の復元研究が進み、モンゴル帝国では「カン」と「カアン」が明確に区別されていたことが判明・認識されるようになった。このため13 - 14世紀のモンゴル帝国時代の研究者からこれらの同時代文献資料での表現に基づいて「チンギス・カン」という表記が推奨されるようになった（両者の弁別を強く訴えている研究者としては、モンゴル帝国史・大元ウルス史の専門家である杉山正明などが有名である。また、「チンギス・ハン」は「チンギス・カン」の現代モンゴル語読み (Činggis Qa'an) か、どちらかというとアラビア文字表記の چنگيز خان Chigīz Khān から再現したテュルク語発音（Čiŋγis χan と転写すべきか）に近い）。
かつてはジンギス・カンと書かれることが多かったが、これはティムール朝以降のペルシア語年代記などのアラビア文字表記でجنكز خان (jinkiz khān)　のようにイルハン朝時代の『集史』では保たれていた چ č が ج j のままになっている写本が多く見られることによる。これらの事情によっての13-14世紀以降のアラビア語文献や ج j のままの文献の音写から転訛した欧米の諸言語の発音に基づいた、19 - 20世紀前半までの表記がベースと考えられる。しかしながら、現在では「チンギス・ハーン」や「チンギス・カン」が一般化しており、現在では「ジンギス・カン」はむしろまれである（なお、欧米ではモンゴル帝国時代に存在した「カン」と「カアン」の区別についての認識がまだまだ周知されていないようで、チンギスでもクビライでも Khan で一律表記される傾向にある）。
このように、13 - 14世紀のモンゴル帝国内部の中期モンゴル語やその影響にある文字表記では「チンギス・カン」と呼ばれている。13 - 14世紀の中期モンゴル語と近代・現代モンゴル語では q 〜 χ と音韻の変化が生じているが、それとは別に大元ウルスが崩壊した前後からモンゴル高原周辺ではチンギス・カンの称号について、「カン」系から「カアン」系へシフトしていったもので「チンギス・カアン」という言い方は、特に大元ウルスが崩壊した14世紀末以降に一般化していったものと考えられる。
以上、同時代のモンゴル語による表記は  Činggis Qan で、チンギス・カンと発音したため、本項でもこれを使用する。その他の人名・部族名・地名の当時の発音については東洋史学者・白鳥庫吉がローマ字音訳した 『音訳蒙文元朝秘史』を参照のこと。

### 史料
- 杉山思海『六雄八将論 : 古今列国腕力社会』内藤加我、1888年。「成吉思汗論」
- 那珂通世（訳注） 『成吉思汗實録』 大日本図書、1907年。
- 故那珂博士功績紀念会 「校正増注元親征録」『那珂通世遺書』大日本図書、1915年。
チンギス・カンの生涯を漢文で記した年代記『聖武親征録』を何秋濤、李文田、沈曽植、那珂通世が校注した作品。
注で『元朝秘史』、『元史』、ラシードゥッディーン著『集史』、ドーソン著『モンゴル帝国史』、ベレジン著書、洪鈞著『元史訳文証補』などをふんだんに引用している。
- 小林高四郎（訳注） 『蒙古の秘史』 生活社、1940年。
- 白鳥庫吉（ローマ字音訳） 『音訳蒙文元朝秘史』 東洋文庫、1943年。
- 小林高四郎（抄訳） 『元史』 （中国古典新書）明徳出版社、1972年。
- 村上正二（訳注） 『モンゴル秘史 チンギス・カン物語』 （『東洋文庫』全3巻）、平凡社、1970年 - 1976年。
- C.M.ドーソン（佐口透訳注） 『モンゴル帝国史』 （『東洋文庫』全6巻）、平凡社、1968年 - 1979年。
- 小沢重男 『元朝秘史全釈』 3巻、風間書房、1984年 - 1986年。
- 小沢重男 『元朝秘史全釈続攷』 3巻、風間書房、1987年 - 1989年。
- 小澤重男（訳） 『元朝秘史』 （岩波文庫）2巻、岩波書店、1997年。
- 栗林均、确精扎布 編 『『元朝秘史』モンゴル語全単語・語尾索引』 （『東北アジア研究センター叢書』第4号） 東北大学東北アジア研究センター、2001年12月。
- 岡田英弘訳注『蒙古源流』刀水書房、2004年。

### 研究書・論文
- 杉山正明 『モンゴル帝国と大元ウルス』 京都大学学術出版会、2004年。
- 本田實信 『モンゴル時代史研究』 東京大学出版会、1991年。
- 村上正二 『モンゴル帝国史研究』 風間書房、1993年。

### その他の著書
- 岩村忍 『元朝秘史 チンギス=ハン実録』 （中公新書）、中央公論社、1963年。
- 小林高四郎 『ジンギスカン』 （岩波新書）、岩波書店、1960年。
- 岡田英弘 『チンギス・ハーン 将に将たるの戦略』 集英社、1986年。
  - 新版 『チンギス・ハーン』 （朝日文庫）、朝日新聞社、1994年。
- 岡田英弘 『モンゴル帝国の興亡』 （ちくま新書）、筑摩書房、2001年。
- 小澤重男 『元朝秘史』 （岩波新書）、岩波書店、1994年。
- 勝藤猛 『草原の覇者・成吉思汗』 （清水新書）、清水書院、1984年。
- 白石典之 『チンギス・カン 蒼き狼の実像』 （中公新書）、中央公論新社、2006年。
- ジャン＝ポール・ルー 『チンギス・カンとモンゴル帝国』 杉山正明監修・田辺希久子訳 （「知の再発見」双書） 創元社、2003年。
- 杉山正明、北川誠一 『世界の歴史9 大モンゴルの時代』 中央公論社、1997年、中公文庫、2008年。
- 杉山正明 『モンゴル帝国の興亡』 講談社現代新書 上・下、1996年。
  - 『大モンゴルの世界 陸と海の巨大帝国』 （角川選書） 角川書店、1992年
- ブラウヂン 『大統率者ジンギス汗の謎』 飯村穰訳注 （叢文社、1982年）
- イワニン 『鉄木真帖木児用兵論』 参謀本部訳 （陸軍文庫、1895年）
- 松尾裕夫 「ジンギス汗戦法の一考察(1)(2)」 （『幹部学校記事』第210 - 211号、1971年）

## 関連作品

### 小説
- 蒼き狼（井上靖）
- チンギス・ハーン英雄伝（赤羽尭）
- 地果て海尽きるまで（森村誠一）
- チンギス・ハーンの一族（陳舜臣）
- 世界を創った男 チンギス・ハン（堺屋太一）
- チンギス紀（北方謙三）
- 射鵰英雄伝（金庸）
- チンギス・ハンの白い雲（チンギス・アイトマートフ）
- 火と光の子（山中恒）…児童向け小説

### 映画
- 成吉思汗（1943年、日本 監督：牛原虚彦・松田定次、主演：戸上城太郎）
- 成吉思汗（1951年、アメリカ 監督：ジョージ・シャーマン、演：マーヴィン・ミラー）原題は「The Golden Horde」で、チンギス・カンが主人公ではない。
- 征服者（1956年、アメリカ 監督：ディック・パウエル、主演：ジョン・ウェイン）
- ジンギス・カン（1965年、アメリカ/イギリス/西ドイツ/ユーゴスラビア合作 監督：ヘンリー・レヴィン、主演：オマー・シャリフ）
- ジンギス・カン（1987年、中国 監督：ジャン・シャンチー、主演：ドリ・グアル）
- チンギス・ハーン（1992年、モンゴル 監督：ベグズィン・バルジンジャム、主演：アグワンツェレーギン・エンフタイワン）
- 蒼き狼 チンギス・ハーン（英語版）（1998年、中国 監督：サイフ、マイリース、主演：テューメン）
- 蒼き狼 〜地果て海尽きるまで〜（2007年、日本 原作：森村誠一、監督：澤井信一郎、主演：反町隆史）
- モンゴル（2007年、ドイツ/カザフスタン/ロシア/モンゴル合作 監督：セルゲイ・ボドロフ、主演：浅野忠信）
- ライジング・ロード 男たちの戦記（ロシア語版）（2009年、ロシア/モンゴル/アメリカ合作 監督：アンドレイ・ボリソッブ、主演：エデュアード・オンダール）
- 戦神紀 チンギス・ハーン戦記（中国語版）（2018年、中国 監督：ハスチョロー、主演：ウィリアム・チャン）

### テレビドラマ
- 蒼き狼 成吉思汗の生涯（1980年、日本　原作：井上靖、主演：加藤剛）
- チンギス・ハーン（2000年、中国、主演：バーサンジャブ）

### 漫画
- チンギスハーン（横山光輝）
- 王狼、王狼伝（作：武論尊 画：三浦建太郎）
- 女神の赤い舌（塚脇永久）
- カラ・キタイの娘、シルクロード（神坂智子、『姫君の塔』に収録）
- ルパン三世（モンキー・パンチ、「ジンギスカンの埋蔵金」に登場）
- ハーン -草と鉄と羊-（瀬下猛）
- やりすぎ！！！ イタズラくん（吉野あすみ） - チンギス・カンの肖像画が登場する話が存在したが、主人公がデフォルメされた男性器[45]を肖像画に描き込んだことが原因で、駐日モンゴル大使館から抗議を受ける。連載雑誌のコロコロコミックを発行する小学館は謝罪し、該当シーンのある本を回収した。
- シュトヘル（伊藤悠、2009年〜2017年、小学館）モンゴルに侵攻された西夏の住人を主人公として、モンゴルを率いる超常的な「大ハン」として描かれる。西夏侵攻のきっかけとして史実にないエピソードがある。

### チンギス・カンの登場するコンピュータゲーム
- 蒼き狼 (CSK) - 1983年9月。開発は、木屋通商。
- 蒼き狼と白き牝鹿シリーズ（光栄）
- エイジ オブ エンパイアII - キャンペーンモードで登場。
- ワールドヒーローズ（アルファ電子） - 1992年。
- 『シヴィライゼーション』シリーズ - 第1作目からモンゴル文明の指導者として登場。ギリシャのアレキサンダー大王、イギリスのエリザベス1世、ズールー王国のシャカ、そしてインドのマハトマ・ガンジーとともに、(ナンバリングタイトルでは)第5作のCivilization Vまで皆勤の指導者である[46]。

### チンギス・カンの登場するボードゲーム
Strategy&Tactics229号 Khan Rise of Mongols
S&T編集長のジョー・ミランダのデザインした2人用ウォーゲーム。シャルルマーニュシステムの第4作に当たる。

### 音楽
- ジンギスカン ドイツの音楽グループ、ジンギスカンのデビュー曲。